# 佐藤隆三
佐藤 隆三（さとう りゅうぞう、1931年7月5日 - ）は、日本の経済学者。専門は理論経済学、中でも経済成長理論。ニューヨーク大学C.V.スター冠講座名誉教授。

## 人物
秋田県湯沢市高松出身。Ph.D（ジョンズ・ホプキンス大学）、経済学博士（一橋大学）。ブラウン大学教授を経て、ニューヨーク大学レナード・スターン経営大学院C.V.スター冠講座教授、同大学日米経営経済研究所所長、ハーバード大学ケネディスクール兼任教授、東京大学大学院経済学研究科客員教授を歴任。 独ボン大学、英ケンブリッジ大学、京都大学、一橋大学客員教授を務めた。 元全米経済研究所（NBER）研究理事。米グーゲンハイム財団賞、日経図書文化賞、読売論壇賞受賞。
経済成長に関する独自の論文を執筆したことに加えて、ポール・サミュエルソン(米国最初のノーベル経済学賞受賞者)との共同論文を書いた唯一の日本人経済学者である。門下に堀元(東北大学名誉教授)、永谷敬三（ブリティッシュコロンビア大学名誉教授）、三野和雄（京都大学名誉教授）等がいる。学術誌　Japan and the World Ecomy; International Journal of Economic Theory and Policy, Elsevier,  Founding Editor。 Chief Editor of Springer and Nature Series, Japanese Business and Economicsを務める。

## 学歴
- 1950年 秋田県立湯沢高等学校卒業
- 1954年 一橋大学経済学部卒業
- 1957年 フルブライト・プログラム大学院留学生、アメリカ合衆国に留学
- 1962年 ジョンズ・ホプキンス大学大学院博士課程修了，Ph.D取得
- 1969年 一橋大学より経済学博士の学位を取得

## 職歴
- 1965年 - 1985年 ブラウン大学経済学部教授
- 1983年 - 2002年 ハーバード大学ケネディスクール兼任教授
- 1985年 - 2005年 ニューヨーク大学C.V.スター財団冠講座経済学部教授兼ニューヨーク大学日米経営・経済研究センター所長
- 2003年 - 2004年 東京大学大学院経済学研究科客員教授
- 2006年 - 2008年 東京大学大学院経済学研究科客員教授

## 著書

### 単著
- 『経済成長の理論』（勁草書房, 1968年）
- 『ニュー・マクロエコノミクス』（マグロウヒル好学社, 1982年）
- 『Me社会とWe社会――アメリカ主義・日本主義・資本主義』（日本経済新聞社, 1983年）
- 『技術変化と経済不変性の理論――リー群論の応用』（勁草書房, 1984年）
- 『技術の経済学――戦略としてのテクノロジーゲーム』（PHP研究所, 1985年）
- 『M&Aの経済学――Merger & Acquisition』（TBSブリタニカ, 1987年）
- 『アメリカ豊かなる没落――ボストンからのエッセイ』（日本経済新聞社, 1988年）
- 『菊と鷲』（講談社, 1990年／講談社文庫, 1993年）
- 『アメリカ・豊かさの教訓――エコノミストが見た日本の未来』（PHP研究所, 1993年）
- The Chrysanthemum and the Eagle: the Future of U.S.-Japan Relations, (New York University Press, 1994).
- Growth Theory and Technical Change, (Edward Elgar, 1996).
- 『日本経済再建論』（日本放送出版協会, 1996年）
- Production, Stability, and Dynamic Symmetry, (Edward Elgar Pub., 1999).
- Biased Technical Change And Economic Conservation Laws ,(Research Monographs in Japan-U.S. Business and Economics)
- 『メジャー級アメリカ経済学に挑んで――学究生活50年の軌跡』（日本評論社、2011年）
- 『佐藤隆三著作集』全7巻（日本評論社、2016-2017年）- 第6・7巻は英文著作

### 共著
- Research and Productivity: Endogenous Technical Change, with Gilbert S. Suzawa, (Auburn House Pub. Co., 1983).
- （ラビ・バトラ）『大恐慌との対決』（実業之日本社、1988年）
- Symmetry and Economic Invariance: An Introduction, with Rama V. Ramachandran, (Kluwer Academic Publishers, 1998).
- （ジョセフ・ナイ）『バイデン政権と中国、そして日本の進路』（日本評論社、2021年）

### 共編著
- Technology, Organization, and Economic Structure: Essays in Honor of Prof. Isamu Yamada, co-edited with Martin J. Beckmann, (Springer-Verlag, 1983).
- （大来佐武郎）『貿易フリクション――世界は経済戦争に入るか』（有斐閣, 1983年）
- Economic Policy and Development: New Perspectives, co-edited with Toshio Shishido, (Auburn House, 1985).（『世界経済の生きる道――経済政策と開発・大来佐武郎博士古稀記念』サイマル出版会, 1987年）
- Trade Friction and Economic Policy: Problems and Prospects for Japan and the United States, co-edited with Paul Wachtel, (Cambridge University Press, 1987).
- Unkept Promises, Unclear Consequences: U.S. Economic Policy and the Japanese Response, co-edited with John A. Rizzo, (Cambridge University Press, 1988).
- Beyond Trade Friction: Japan-U.S. Economic Relations, co-edited with Julianne Nelson, (Cambridge University Press, 1989).
- Conservation Laws and Symmetry: Applications to Economics and Finance, co-edited with Rama V. Ramachandran, (Kluwer Academic Publishers, 1990).
- Japan, Europe, and International Financial Markets: Analytical and Empirical Perspectives, co-edited with Richard M. Levich and Rama V. Ramachandran, (Cambridge University Press, 1994).
- Trade and Investment in the 1990s: Experts Debate on Japan-U.S. Issues, co-edited with Rama V. Ramachandran and Myra Aronson, (New York University Press, 1996).
- Global Competition and Integration, co-edited with Rama V. Ramachandran and Kazuo Mino, (Kluwer Academic Publishers, 1999).
- Beyond Trade Friction: Japan-u.s. Economic Relations,co-edited with Julianne Nelson, (Cambridge University Press, 2006).
- Unkept Promises, Unclear Consequences: Us Economic Policy And the Japanese Response,co-edited with John A. Rizzo, (Cambridge University Press, 2006).

### 訳書
- P・A・サミュエルソン『経済分析の基礎』（勁草書房, 1967年)
- ジェローム・L・スタイン『マネタリズムとケインジアン理論の統合』（春秋社, 1981年）
- レスター・C・サロー『デンジャラス カレンツ――流砂の上の現代経済』（東洋経済新報社, 1983年）
- P・A・サミュエルソン『サミュエルソン日本の針路を考える』（勁草書房, 1984年）
- ヘンリー・カウフマン『カウフマンの警告』（オータス研究所, 1986年）
- ハル・R・ヴァリアン『ミクロ経済分析』（勁草書房, 1986年）
- ラビ・バトラ『1990年の大恐慌』（オータス研究所, 1987年）
- インゴ・ウォルター『シークレット・マネー』（春秋社, 1987年）
- ウィリアム・ブレイト,ロジャー・W・スペンサー編『経済学を変えた七人――栄光のノーベル経済学賞受賞者』（勁草書房, 1988年）
- パット・チョート, J・K・リンガー『ハイフレックス社会――明日のアメリカ経済のあり方』（勁草書房, 1989年）
- ヘンリー・ロソフスキー『ロソフスキー教授の大学の未来へ――ハーヴァード流大学人マニュアル』（TBSブリタニカ, 1992年）
- ジャグディシュ・バグワティ『危機に立つ世界貿易体制――GATT再建と日本の役割』（勁草書房, 1993年）
- ロバート・ラム『甦るアメリカ的経営――CEOの企業戦略』（オータス研究所, 1994年）
- ハル・R・ヴァリアン『入門ミクロ経済学』（勁草書房, 2000年）